# تیو فیتزاو
تئودور فیتزاو (آلمانی: Theodor Fitzau؛ زادهٔ ۱۰ فوریهٔ ۱۹۲۳ در کوتن، آلمان (بعداً آلمان شرقی)، درگذشتهٔ ۱۸ مارس ۱۹۸۲ در گروس-گراو، آلمان غربی) رانندهٔ مسابقات اتومبیل‌رانی فرمول یک اهل آلمان شرقی بود که در فصل ۱۹۵۳ در مجموع در یک گراند پری شرکت کرد، اما موفق به کسب هیچ امتیازی نشد.
فیتزاو در ۱۸ مارس ۱۹۸۲ در گروس-گراو درگذشت.